# Espuri Postumi Albí Regil·lensis
Espuri Postumi Albí Regil·lensis (llatí: Spurius Postumius Albinus Regillensis) va ser tribú amb potestat consolar l'any 394 aC. Pertanyia als Postumi Albí, una de les branques principals de la gens Postúmia, d'origen patrici.
Va dirigir la guerra contra els eques, i inicialment va ser derrotat però finalment els va derrotar completament. L'any 380 aC va ser nomenat censor.